# Almonacid de la Cuba
Almonacid de la Cuba – gmina w Hiszpanii, w prowincji Saragossa, w Aragonii, o powierzchni 55,21 km². W 2011 roku gmina liczyła 252 mieszkańców.